# Fuerte de Abipones
El Fuerte de Abipones, o Fortín de Abipones, fue un pueblo de indios y luego un fortín militar, situado a 40 leguas al sur de la ciudad de Santiago del Estero, en lo que hoy es el Departamento Quebrachos, al sudeste de la provincia de Santiago del Estero. Fue fundado en 1750 y se encontraba a dos leguas del río Dulce y a diez del camino real, que quedaba más al oeste. Tomó el nombre de los aborígenes abipones que habitaban la zona.

## Historia
El Fuerte de Abipones se fundó originalmente como una reducción de los aborígenes abipones. Su primera ubicación se encontraba en la margen norte del río Bermejo, tomando el nombre de "Nuestra Señora de la Concepción de Bermejo". Posteriormente, se decidió su traslado cerca de las orillas del río Dulce, en el actual Departamento Quebrachos, provincia de Santiago del Estero. De esta manera, quedó fundada la reducción de la "Purísima Concepción de Abipones", el 28 de febrero de 1750. Contaba con tres ranchos y una capilla.
Fue la reducción jesuítica más importante de la provincia. En 1767, durante la expulsión de los jesuitas, se estima que había 400 abipones reducidos.
En julio de 1770, el gobernador del Tucumán, Gerónimo Luis de Matorras, visitó la reducción de la Purísima Concepción de Abipones y deploró que los delegados que las administraban hubiesen extraído de ella muchos de sus bienes, responsabilizando de ello a su antecesor en el cargo, Juan Manuel Fernández Campero. Se habían dispersado 15 000 cabezas de ganado. Si bien los indígenas habían abandonado la reducción regresando al Chaco, él se contactó nuevamente con ellos consiguiendo atraerlos otra vez a la reducción.
Matorras efectuó una descripción del Fuerte de Abipones, indicando que en su interior estaba el territorio de los españoles, la herrería, los depósitos, la cocina y despensa, galpones, habitaciones, un lugar para criados y el oratorio, todo rodeado de empalizadas que servían de protección contra ataques. Y alrededor del fortín, en la parte externa, se encontraban las viviendas de los abipones, que consistían en barracas de cuero y estacas. Años más tarde, en 1795, el pueblo se volvió un fortín defensivo contra los indígenas, sirviendo también de cárcel. 
Cuando el contingente santiagueño al mando de Juan J. Iramain y José Cumulat de Espolla, partió en 1806 hacia Buenos Aires para colaborar en su defensa en oportunidad de las invasiones inglesas, pernoctaron allí el 24 de julio. Posteriormente el 3 de octubre de 1810, pasó por allí el general Francisco Ortiz de Ocampo, al frente del Ejército del Norte. A este lugar de confinamiento fue enviado en 1815 Domingo Isnardi por pretender la autonomía de Santiago del Estero.
En 1817 el general Belgrano designó como comandante del Fuerte de Abipones a Juan Felipe Ibarra, y desde este fuerte, en el año 1820, se dirigió hacia la ciudad de Santiago del Estero y desalojó a los tucumanos del mando de la provincia, declarando su autonomía.
A este fuerte es donde Ibarra envió como prisionero al diplomático Percy S. Lewis, después de la batalla de La Ciudadela, en la que Ibarra y Juan Facundo Quiroga derrotaron a Gregorio Aráoz de Lamadrid.
A mediados del siglo XIX, los abipones robaron la Virgen de Sumampa que se encontraba en la capilla del fuerte. La imagen fue recuperada por el coronel Juan Manuel Fernández, quien provocó el exterminio de esos aborígenes en 1850. Años más tarde, en 1858, se creó en este fuerte una colonia agrícola pastoril con el apoyo del gobierno nacional y la dirección del gobernador de Santiago del Estero, Manuel Taboada, y de su hermano el general Antonino Taboada. Por decreto N° 112 099 del 24 de enero de 1942, el Fuerte de Abipones fue designado "lugar histórico". Actualmente nada queda de él.